# HMS Älvsborg (M02)
HMS Älvsborg (M02) var ett minfartyg i svenska flottan som sjösattes den 11 november 1969. Älvsborg var systerfartyg till HMS Visborg (A265). Hon tillhörde 1. ubåtsflottiljen och fungerade som stabs- och lagfartyg till divisionen. År 1996 såldes Älvsborg till Chile och döptes om till Almirante José Toribio Merino Castro. Fartyget togs ur tjänst den 15 januari 2015.

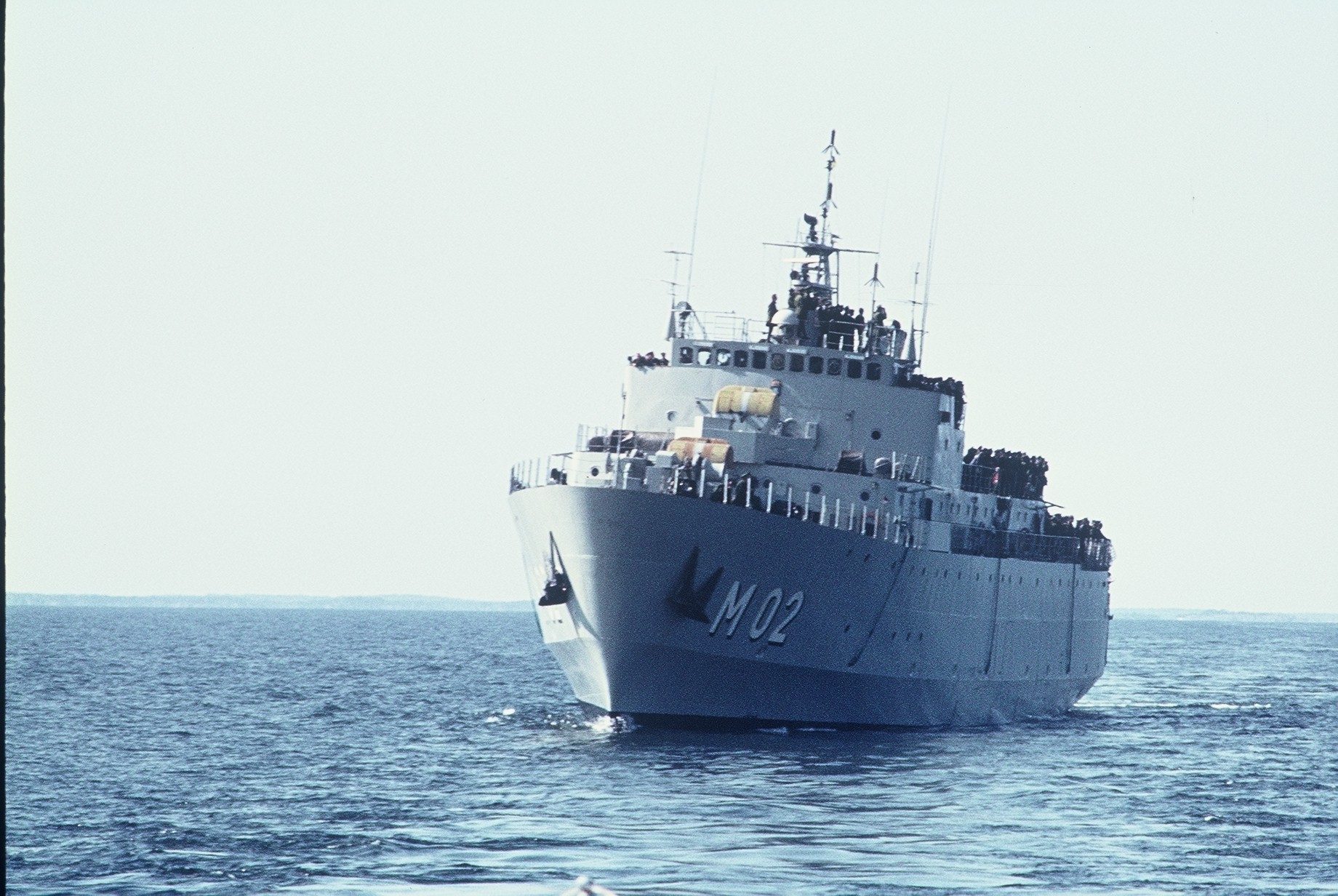
HMS Älvsborg